# Drobinka parvula
Genre
Espèce
Drobinka parvula, unique représentant du genre Drobinka, est une espèce d'araignées aranéomorphes de la famille des Salticidae.

## Distribution
Cette espèce est endémique de l'État d'Oyo au Nigeria,. Elle se rencontre vers Ibadan.

## Description
La carapace des mâles mesure de 1,1 à 1,3 mm de long sur de 0,8 à 0,9 mm et l'abdomen de 0,8 à 1,0 mm de long sur de 0,7 à 0,9 mm et la carapace des femelles mesure de 1,1 à 1,3 mm de long sur de 0,9 à 1,0 mm et l'abdomen de 1,1 à 1,3 mm de long sur de 0,9 à 1,0 mm.

## Publication originale
- Wesołowska, 2021 : « Five new jumping spiders from Nigeria (Araneae: Salticidae: Thiratoscirtina). » Arachnology, vol. 18, no 9, p. 998-1005.